# Sara Haines
Sara Hilary Haines (Newton, 18 settembre 1977) è una conduttrice televisiva e giornalista statunitense.

## Biografia
Dopo essersi laureata presso lo Smith College nel 2000, Sara Haines ha iniziato la sua carriera di giornalista lavorando per la NBC. Nel 2013 è diventata giornalista per ABC News e Good Morning America, mentre dal 2016 al 2018 ha co-condotto The View. Tra il 2018 al 2019 ha presentato GMA Day con Michael Strahan e in seguito anche con Keke Palmer, per poi tornare a The View nell'anno successivo. A gennaio 2021 le è stato affidata la conduzione di una nuova edizione del game show The Chase.

## Vita privata
A novembre 2004 la Haines ha sposato Max Shifrin, dal quale ha avuto tre figli: Alex Richard, nato nel 2016; Sandra Grace, nata nel 2017 e Caleb Joseph, nato nel 2019.